# 시드니 마디 그라

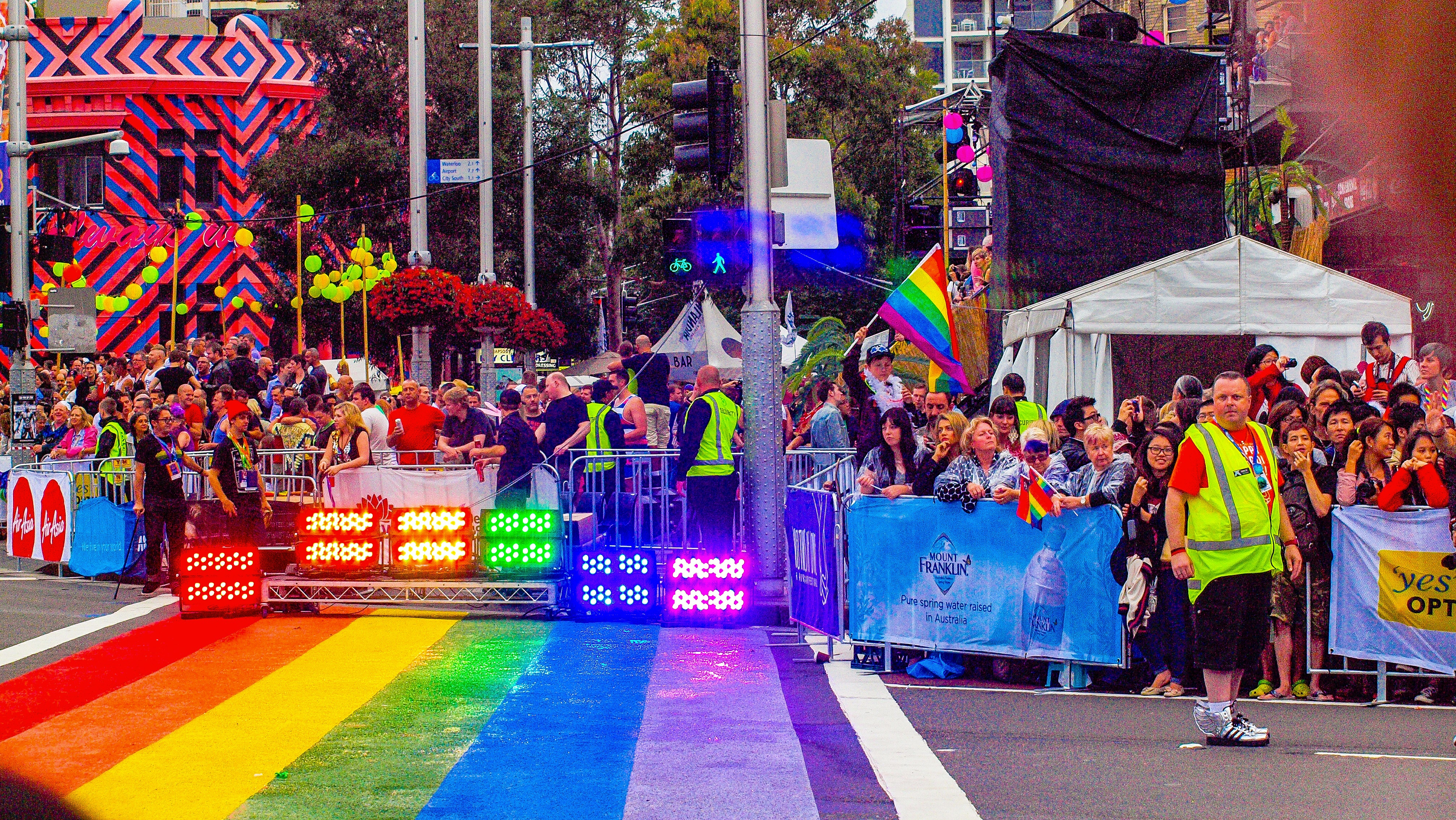

시드니 마디 그라(Sydney Gay and Lesbian Mardi Gras)는 LGBT 프라이드 퍼레이드 축제로 호주 시드니 뉴사우스웨일스주에서 개최된다.